# Glochidion gillespiei
Glochidion gillespiei är en emblikaväxtart som beskrevs av Léon Camille Marius Croizat. Glochidion gillespiei ingår i släktet Glochidion och familjen emblikaväxter. Inga underarter finns listade i Catalogue of Life.